# Ґеорґій Летіч (єпископ)
Гео́ргій Летіч (серб. Єпископ Георгіје, в миру  'Джордже Летич' , серб. Ђорђе Летіћ;  6 (19) квітня 1872, Старий Бечей, Бачка, Сербія — 8 листопада 1935, Белград) — єпископ Православної церкви Сербії, єпископ Банатський.

## Біографія
Народився 19 квітня 1872 року в Старому Бечії в родині Мілоша, вчителя за фахом, і матері Мілеви.
Початкову школу закінчив у Бацькому Градіште, гімназію — в Нові-Саді, духовну семінарію в Сремських Карловцях і богословський факультет Чернівецького університету, де в 1897 році йому було присвоєно ступінь доктора богослів'я.
4 квітня 1895 року в монастирі Беочін був пострижений в чернецтво з ім'ям Георгій. На вербну неділю того ж року він був висвячений в сан ієродиякона, а пізніше зведений в сан протодиякона і архідиякона.
У березні 1898 був висвячений в сан пресвітера. На Різдво 1899 був піднесений до сану протосинкела, а 7 травня 1901 він стає придворним архімандритом.
Був професором церковного права, катехізису та педагогіці в Карловацькій духовній семінарії, деякий час служив настоятелем монастиря Беочін, служив патріаршим скевофілаксом (ключарем), член редакційної ради «Богословського вісника» і різних комісій.
27 листопада 1903 одноголосно був обраний єпископом Темішварським. 27 березня 1904 року в Карловацькій Соборній церкві відбулася його єпископська хіротонія, яку зробили: Патріарх Карловацький Георгій Бранкович, єпископ Будімський Лукіан Богданович та єпископ Бацький Митрофан Шевич.
10 травня 1904 року в Темішварській Соборній церкві відбулося його висвячення, яке скоїв патріарший посланник протосинкел Данило Пантеліч.
До Першої світової війни єпископ Георгій займався архіпастирською працею і церковно-шкільними, народними справами своєї великої єпархії. Особливу увагу присвятив освіті, не тільки в своїй єпархії, а й всієї митрополії. За його ініціативою в 1907 році була проведена реформа викладання Закону Божого в духовних школах Карловацької митрополії, а написаний ним «Катехізис» був у вжитку, як підручник не тільки в початкових школах Карловацької митрополії, а й в Боснія, Герцеговині і Далмації.
Після закінчення Першої світової війни в 1918 році єпископ Георгій стає місцеблюстителем патріаршого престолу в Сремських Карловцях, який після мученицької смерті Патріарха Лукіана в 1913 році залишився незаміщений, тому що Відень не дозволив скликати народно-церковний собор для повторного обрання патріарха. На думку віденської влади Сербська церква в Австро-Угорщині в час війни повинна бути обезголовлена. У той же час єпископ Георгій був і тимчасовим керуючим Горнокарловацької і Бацької єпархій.
У 1920 році у зв'язку із заміщенням овдовілих кафедр обраний єпископом Бацьким але через декілька тижнів за власним проханням залишений на Темішварській кафедрі. Після передачі за умовами Тріанонського мирного договору від 4 червня 1920 року східної частини області Банат і міста Тімішоара Румунії Темішварська єпархія опинилася на території 2 держав — Румунії та Королівства Сербія, хорватів і словенців. Після цього єпископ Георгій переселився в Велика-Кікінду (суч. Кікинда), звідки продовжував керувати єпархією.
У 1928-1929 роки брав участь в складанні Статуту Американсько-Канадської єпархії Сербської православної церкви.
1 січня 1931 року після відходу на спокій єпископа Вршацького Іларіона Радонича, єпископ Георгій був призначений адміністратором Вршацької єпархії. У тому ж році Вршацька єпархія була об'єднана з тією частиною Темішварської єпархії, яка опинилася на території Югославії, утворивши Банатську єпархію, правлячим архієреєм якої став єпископ Георгій. При цьому він продовжив головування в румунській частині Темішварської єпархії як адміністратор.
Монастирі були предметом особливої турботи єпископа Георгія. Його зусиллями відновлений монастир Кусіч, який турки спалили в 1788 році. На його кошти в Петровграді (нині Зренянин) був заснований жіночий Монастир святої Меланії, побудовані храми в Велике-Лівадія (нині Олександрово), Руско-Село і інших місцях.
Для учнів середньої школи єпископ Георгій відкрив інтернати в Велика-Кикінду і Тімішоарі, в 1934 році — виховні будинку у Вршаці і у Великі-Бечкереке.
Помер 8 листопада 1935 року в Белграді. Похований в соборній церкві в ім'я святителя Миколая у Вршаці.